# 内海正治
内海 正治（うつみ しょうじ、1924年11月19日 - ）は、日本の撮影技師。

## 来歴
1924年11月19日、熊本県で生まれる。
その後、遅くとも1960年から撮影技師の仕事を始める。

## 主な作品

### 映画
- 姉さん女房 (1960年)
- 駄々っ子亭主 続姉さん女房 (1960年)
- 青い夜霧の挑戦状 (1961年)
- 情無用の罠 (1961年)
- 銀座の恋人たち (1961年)
- 泣きとうござんす (1961年)
- 有難や三度笠 (1961年)
- B・G物語 二十才の設計 (1961年)
- 暗黒街撃滅命令 (1961年)
- 吼えろ脱獄囚 (1962年)
- 紅の空 (1962年)
- 僕たちの失敗 (1962年)
- 暗黒街の牙 (1962年)
- 素晴らしい悪女 (1963年)
- 妻という名の女たち (1963年)
- ハワイの若大将 (1963年)
- のら犬作戦 (1963年)
- 国際秘密警察 虎の牙 (1964年)
- 君も出世ができる (1964年)
- 女体 (1964年)
- クレージー映画
  - クレージー黄金作戦 (1967年)
  - クレージーの怪盗ジバコ (1967年)
  - クレージーメキシコ大作戦 (1968年)
  - 奇々怪々　俺は誰だ?! (1969年)
- ドリフターズですよ!シリーズ
  - ドリフターズですよ!冒険冒険また冒険 (1968年)
    - ドリフターズですよ!全員突撃 (1969年)
- 愛のきずな (1969年)
- 野獣の復活 (1969年)
- 喜劇 負けてたまるか! (1970年)

### テレビ
- ウルトラシリーズ
  - ウルトラQ (1966年)
  - ウルトラマン (1966年 - 1967年)
- 東京バイパス指令（1968年 - 1970年）
- 鬼平犯科帳（1989年 - ）